# Den Rentzmannske Gård
Den Rentzmannske Gård var en ejendom med tilhørende pakhus, beliggende Ved Stranden 2 i København. Den nu nedrevne ejendom husede mange berømte personligheder og var af stor arkitektonisk værdi.

## Historie
Ejendommen blev opført umiddelbart efter Københavns brand i årene 1797-88 for de to grundlæggere af handelsfirmaet Andresen & Schmidt, Peter Andresen (1754-1802) og Albrecht Ludwig Schmidt (1755-1821), som importerede vestindiske og kinesiske varer, herunder te og porcelæn. Den nyklassicistiske, fire-etagers ejendom med tilhørende pakhus, som havde facade mod henholdsvis Ved Stranden, Holmens Kanal og Admiralgade, dannede ramme om både deres virksomhed og private liv. Stueetagen rummede således kontorer, tredje sal husede ansatte og tjenestefolk, mens Andresen og Schmidt var bosatte i to herskabslejligheder på henholdsvis første og anden sal. Schmidt og hans hustru blev i 1818 portrætteret af C.W. Eckersberg i ejendommen, og særligt portrættet af Madam Schmidt betragtes som et hovedværk i dansk guldalderkunst.
Grosserer Christian Friedrich Rentzmann købte i 1833 ejendommen, som han ejede indtil sin død i 1871, og som siden blev kendt under hans navn. Hans dattersøn Vilhelm Hammershøi blev født og levede sine første år på anden sal, og tegnede som ganske ung en skitse af bygningen. I en længere årrække var H.C. Andersens første lærermester Frederik Høegh-Guldberg bosat på tredje sal, hvor han døde, og husede den senere berømte videnskabsmand, Ludvig Lorenz, under hans studietid. Skuespiller Lauritz Eckardt havde sit barndomshjem på første sal, hvor hans forældreløse ven, balletdanseren og H. C. Andersens muse, Harald Scharff, også boede nogle år. I begyndelsen af 1900-tallet erhvervede Haandværkerbanken ejendommen, og efterfølgende havde glarmester August Duvier en årrække forretning og bopæl i bygningen, der i 1936 blev revet ned for at give plads til den nuværende ejendom, tegnet af N.P.P. Gundstrup, der blev opført for Nordisk Gjenforsikrings Selskab og i dag huser Forsvarsministeriet.

## Den pompejanske hjørnestue
Bygningens ydre havde rene linjer og var sparsomt dekoreret efter tidens klassicistiske ideal, men interiøret var rigt og vidnede om stor håndværksmæssig og kunstnerisk dygtighed. Hjørnestuen på anden sal, der oprindeligt var beboet af A.L. Schmidt, var særligt bemærkelsesværdig med sine pompejanske dekorationer på lærredsfelter, indrammet af træpaneler, som var forud for sin tid, eftersom de var udført 30 år før H.E. Freunds tilsvarende arbejder. Samspillet mellem den kunstneriske udsmykning og bygningens arkitektur var vellykket, men hverken dekorationsmaleren eller arkitekten er nogensinde blevet bestemt. "Størst Andel i Stuens Skønhed har dog sikkert den foreløbig ubekendte Arkitekt, der har bygget Huset. Thi ham skyldes naturligvis Rummets fortrinlige Optegning, fremfor alt den fine kunstneriske Takt … Væggenes udadlelige Inddeling. Fremhævet af de profilerede Lister med deres velbevarede smukke gamle Forgyldning frembyder denne Inddeling med dens Indhold af smagfuldt stemte Farver et langt større Behag for Øjet, end mangen Væg, som uden Hensyn til dens Holdning i det hele er beklædt med kostbare Kunstværker", skrev Det danske Kunstindustrimuseum, da stuen i 1916 blev skænket museet af Haandværkerbanken. Dens sidste beboer var bankdirektør Moritz Levys enke, og efter hendes død blev hele anden sal omdannet til moderne kontorrum.